# Doratoxylon littorale
Doratoxylon littorale är en kinesträdsväxtart som beskrevs av René Paul Raymond Capuron. Doratoxylon littorale ingår i släktet Doratoxylon och familjen kinesträdsväxter. Inga underarter finns listade i Catalogue of Life.